# Смуравйово-2
Смуравйово-2 (рос. Смуравьёво-2) — селище в Гдовському районі Псковської області Російської Федерації.
Населення становить 802 особи. Входить до складу муніципального утворення Добручинська волость.

## Історія
Від 2005 року входить до складу муніципального утворення Добручинська волость.

## Населення
| 2001 | 2002  | 2010 |
| ---- | ----- | ---- |
| 2600 | ↘1858 | ↘802 |